# Giro di Svizzera 2007
Il Giro di Svizzera 2007, settantunesima edizione della corsa, valevole come quindicesima prova del circuito UCI ProTour 2007, si svolse in nove tappe dal 16 al 24 giugno 2007 per un percorso di 1 159 km, con partenza da Olten e arrivo a Berna.
Il russo Vladimir Karpec della Caisse d'Epargne si aggiudicò la corsa concludendo in 30h 07' 23".

## Percorso
Come nelle precedenti edizioni, la corsa si aprì con una crono prologo e terminò con una più lunga crono individuale. Durante le tappe i corridori affrontarono le Alpi svizzere, compreso il Grimselpass, scalata di 12,1 chilometri con una pendenza media del 6,6% con punte del 10%. La corsa attraversò anche gli stati del Liechtenstein e dell'Austria.

## Tappe
| Tappa  | Data      | Percorso                          | km    | Vincitore di tappa | Leader cl. generale |
| ------ | --------- | --------------------------------- | ----- | ------------------ | ------------------- |
| 1ª     | 16 giugno | Olten (cron. individuale)         | 3,8   | Fabian Cancellara  | Fabian Cancellara   |
| 2ª     | 17 giugno | Olten > Lucerna                   | 158,6 | Erik Zabel         | Fabian Cancellara   |
| 3ª     | 18 giugno | Brunnen > Nauders (AUT)           | 228,7 | Alessandro Proni   | Fabian Cancellara   |
| 4ª     | 19 giugno | Nauders (AUT) > Malbun (LIE)      | 167,2 | Fränk Schleck      | Fränk Schleck       |
| 5ª     | 20 giugno | Vaduz (LIE) > Giubiasco           | 194,1 | Robbie McEwen      | Fränk Schleck       |
| 6ª     | 21 giugno | Giubiasco > Crans-Montana         | 190,5 | Thomas Dekker      | Vladimir Efimkin    |
| 7ª     | 22 giugno | Ulrichen > Grimselpass            | 125,7 | Vladimir Gusev     | Vladimir Efimkin    |
| 8ª     | 23 giugno | Innertkirchen > Schwarzsee        | 152,5 | Rigoberto Urán     | Vladimir Efimkin    |
| 9ª     | 24 giugno | Berna > Berna (cron. individuale) | 34,2  | Fabian Cancellara  | Vladimir Karpec     |
| Totale | Totale    | Totale                            | 1 159 |                    |                     |

## Squadre e corridori partecipanti
| N.      | Cod. | Squadra               |
| ------- | ---- | --------------------- |
| 1-8     | TMO  | T-Mobile              |
| 11-18   | CSC  | Team CSC              |
| 21-28   | LIQ  | Liquigas              |
| 31-38   | A2R  | AG2R Prévoyance       |
| 41-48   | SDV  | Saunier Duval-Prodir  |
| 51-58   | DSC  | Discovery Channel     |
| 61-68   | RAB  | Rabobank              |
| 71-78   | AST  | Astana Team           |
| 81-88   | GCE  | Caisse d'Epargne      |
| 91-98   | QSI  | Quick Step-Innergetic |
| 101-108 | PRL  | Predictor-Lotto       |

| N.      | Cod. | Squadra            |
| ------- | ---- | ------------------ |
| 111-118 | LAM  | Lampre-Fondital    |
| 121-128 | GST  | Team Gerolsteiner  |
| 131-138 | C.A  | Crédit Agricole    |
| 141-148 | BTL  | Bouygues Télécom   |
| 151-158 | EUS  | Euskaltel-Euskadi  |
| 161-168 | FDJ  | Française des Jeux |
| 171-178 | COF  | Cofidis            |
| 181-188 | UNI  | Unibet.com         |
| 191-198 | MRM  | Team Milram        |
| 201-208 | VBG  | Team Volksbank     |

## Dettagli delle tappe

### 1ª tappa
- 16 giugno: Olten – Cronometro individuale – 3,8 km

Risultati
| Pos. | Corridore           | Squadra      | Tempo |
| ---- | ------------------- | ------------ | ----- |
| 1    | Fabian Cancellara   | Team CSC     | 4'20" |
| 2    | Daniele Bennati     | Lampre       | a 8"  |
| 3    | José Iván Gutiérrez | C. d'Epargne | a 9"  |

| Pos. | Corridore           | Squadra      | Tempo |
| ---- | ------------------- | ------------ | ----- |
| 1    | Fabian Cancellara   | Team CSC     | 4'20" |
| 2    | Daniele Bennati     | Lampre       | a 8"  |
| 3    | José Iván Gutiérrez | C. d'Epargne | a 9"  |

### 2ª tappa
- 17 giugno: Olten > Lucerna – 158,6 km

Risultati
| Pos. | Corridore         | Squadra     | Tempo    |
| ---- | ----------------- | ----------- | -------- |
| 1    | Erik Zabel        | Team Milram | 4h04'56" |
| 2    | Daniele Bennati   | Lampre      | s.t.     |
| 3    | Fabian Cancellara | Team CSC    | s.t.     |

| Pos. | Corridore           | Squadra      | Tempo    |
| ---- | ------------------- | ------------ | -------- |
| 1    | Fabian Cancellara   | Team CSC     | 4h09'10" |
| 2    | Daniele Bennati     | Lampre       | a 7"     |
| 3    | José Iván Gutiérrez | C. d'Epargne | a 15"    |

### 3ª tappa
- 18 giugno: Brunnen > Nauders (Austria) – 228,7 km

Risultati
| Pos. | Corridore        | Squadra       | Tempo    |
| ---- | ---------------- | ------------- | -------- |
| 1    | Alessandro Proni | Quick Step    | 6h02'17" |
| 2    | Xavier Florencio | Bouygues Tél. | a 7"     |
| 3    | Kim Kirchen      | T-Mobile      | s.t.     |

| Pos. | Corridore         | Squadra    | Tempo     |
| ---- | ----------------- | ---------- | --------- |
| 1    | Fabian Cancellara | Team CSC   | 10h11'34" |
| 2    | Alessandro Proni  | Quick Step | a 2"      |
| 3    | Kim Kirchen       | T-Mobile   | a 14"     |

### 4ª tappa
- 19 giugno: Nauders (Austria) > Malbun (Liechtenstein) – 167,2 km

Risultati
| Pos. | Corridore            | Squadra       | Tempo    |
| ---- | -------------------- | ------------- | -------- |
| 1    | Fränk Schleck        | Team CSC      | 4h20'37" |
| 2    | Vladimir Efimkin     | C. d'Epargne  | a 32"    |
| 3    | José Gómez Marchante | Saunier Duval | a 42"    |

| Pos. | Corridore        | Squadra      | Tempo     |
| ---- | ---------------- | ------------ | --------- |
| 1    | Fränk Schleck    | Team CSC     | 14h32'24" |
| 2    | Vladimir Efimkin | C. d'Epargne | a 49"     |
| 3    | Kim Kirchen      | T-Mobile     | s.t.      |

### 5ª tappa
- 20 giugno: Vaduz (Liechtenstein) > Giubiasco – 194,1 km

Risultati
| Pos. | Corridore       | Squadra     | Tempo    |
| ---- | --------------- | ----------- | -------- |
| 1    | Robbie McEwen   | Predictor   | 4h47'31" |
| 2    | Daniele Bennati | Lampre      | s.t.     |
| 3    | Erik Zabel      | Team Milram | s.t.     |

| Pos. | Corridore        | Squadra      | Tempo     |
| ---- | ---------------- | ------------ | --------- |
| 1    | Fränk Schleck    | Team CSC     | 19h28'03" |
| 2    | Vladimir Efimkin | C. d'Epargne | a 49"     |
| 3    | Kim Kirchen      | T-Mobile     | s.t.      |

### 6ª tappa
- 21 giugno: Giubiasco > Crans-Montana – 190,5 km

Risultati
| Pos. | Corridore       | Squadra       | Tempo    |
| ---- | --------------- | ------------- | -------- |
| 1    | Thomas Dekker   | Rabobank      | 2h28'00" |
| 2    | Gerrit Glomser  | Volksbank     | a 8"     |
| 3    | Gilberto Simoni | Saunier Duval | a 11"    |

| Pos. | Corridore            | Squadra       | Tempo     |
| ---- | -------------------- | ------------- | --------- |
| 1    | Vladimir Efimkin     | C. d'Epargne  | 21h57'03" |
| 2    | José Gómez Marchante | Saunier Duval | a 9"      |
| 3    | Fränk Schleck        | Team CSC      | a 21"     |

### 7ª tappa
- 22 giugno: Ulrichen > Grimselpass – 125,7 km

Risultati
| Pos. | Corridore      | Squadra       | Tempo    |
| ---- | -------------- | ------------- | -------- |
| 1    | Vladimir Gusev | Discovery Ch. | 3h53'50" |
| 2    | Chris Horner   | Predictor     | a 2'02"  |
| 3    | Andreas Klöden | Astana Team   | a 2'37"  |

| Pos. | Corridore        | Squadra      | Tempo     |
| ---- | ---------------- | ------------ | --------- |
| 1    | Vladimir Efimkin | C. d'Epargne | 24h55'08" |
| 2    | Kim Kirchen      | T-Mobile     | a 24"     |
| 3    | Vladimir Karpec  | C. d'Epargne | a 30"     |

### 8ª tappa
- 23 giugno: Innertkirchen > Schwarzsee – 152,5 km

Risultati
| Pos. | Corridore       | Squadra     | Tempo    |
| ---- | --------------- | ----------- | -------- |
| 1    | Rigoberto Urán  | Unibet.com  | 3h28'51" |
| 2    | Cristian Moreni | Cofidis     | a 2"     |
| 3    | Andreas Klöden  | Astana Team | s.t.     |

| Pos. | Corridore        | Squadra      | Tempo     |
| ---- | ---------------- | ------------ | --------- |
| 1    | Vladimir Efimkin | C. d'Epargne | 29h24'01" |
| 2    | Kim Kirchen      | T-Mobile     | a 24"     |
| 3    | Vladimir Karpec  | C. d'Epargne | a 30"     |

### 9ª tappa
- 24 giugno: Berna > Berna – Cronometro individuale – 34,2 km

Risultati
| Pos. | Corridore         | Squadra      | Tempo  |
| ---- | ----------------- | ------------ | ------ |
| 1    | Fabian Cancellara | Team CSC     | 41'46" |
| 2    | Andreas Klöden    | Astana Team  | a 20"  |
| 3    | Stefan Schumacher | Gerolsteiner | a 33"  |

| Pos. | Corridore        | Squadra       | Tempo     |
| ---- | ---------------- | ------------- | --------- |
| 1    | 'Vladimir Karpec | C. d'Epargne  | 30h07'23" |
| 2    | Kim Kirchen      | T-Mobile      | a 1'04"   |
| 3    | Stijn Devolder   | Discovery Ch. | a 1'30"   |

## Evoluzione delle classifiche
| Tappa              | Vincitore          | Classifica generale Maglia oro | Classifica a punti Maglia a points | Classifica scalatori Maglia GPM | Classifica sprint Maglia sprint | Classifica a squadre  |
| ------------------ | ------------------ | ------------------------------ | ---------------------------------- | ------------------------------- | ------------------------------- | --------------------- |
| 1ª                 | Fabian Cancellara  | Fabian Cancellara              | Fabian Cancellara                  | non assegnata                   | non assegnata                   | Team CSC              |
| 2ª                 | Erik Zabel         | Fabian Cancellara              | Fabian Cancellara                  | Matteo Carrara                  | Florian Stalder                 | Team CSC              |
| 3ª                 | Alessandro Proni   | Fabian Cancellara              | Fabian Cancellara                  | Alessandro Proni                | Daniel Navarro                  | Quick Step-Innergetic |
| 4ª                 | Fränk Schleck      | Fränk Schleck                  | Fabian Cancellara                  | Alessandro Proni                | Florian Stalder                 | Caisse d'Epargne      |
| 5ª                 | Robbie McEwen      | Fränk Schleck                  | Daniele Bennati                    | Alessandro Proni                | Florian Stalder                 | Caisse d'Epargne      |
| 6ª                 | Thomas Dekker      | Vladimir Efimkin               | Daniele Bennati                    | Alessandro Proni                | Florian Stalder                 | Caisse d'Epargne      |
| 7ª                 | Vladimir Gusev     | Vladimir Efimkin               | Daniele Bennati                    | Vladimir Gusev                  | Florian Stalder                 | Caisse d'Epargne      |
| 8ª                 | Rigoberto Urán     | Vladimir Efimkin               | Daniele Bennati                    | Vladimir Gusev                  | Florian Stalder                 | Caisse d'Epargne      |
| 9ª                 | Fabian Cancellara  | Vladimir Karpec                | Daniele Bennati                    | Vladimir Gusev                  | Florian Stalder                 | Caisse d'Epargne      |
| Classifiche finali | Classifiche finali | Vladimir Karpec                | Daniele Bennati                    | Vladimir Gusev                  | Florian Stalder                 | Caisse d'Epargne      |

## Classifiche finali

### Classifica generale
| Pos. | Corridore        | Squadra       | Tempo     |
| ---- | ---------------- | ------------- | --------- |
| 1    | Vladimir Karpec  | C. d'Epargne  | 30h07'23" |
| 2    | Kim Kirchen      | T-Mobile      | a 1'04"   |
| 3    | Stijn Devolder   | Discovery Ch. | a 1'30"   |
| 4    | Matteo Carrara   | Unibet.com    | a 1'30"   |
| 5    | Damiano Cunego   | Lampre        | a 1'41"   |
| 6    | Vladimir Efimkin | C. d'Epargne  | a 1'46"   |
| 7    | Fränk Schleck    | Team CSC      | a 1'47"   |
| 8    | Gerrit Glomser   | Volksbank     | a 2'50"   |
| 9    | Rigoberto Urán   | Unibet.com    | a 3'16"   |
| 10   | Andreas Klöden   | Astana Team   | a 3'19"   |

### Classifica scalatori
| Pos. | Corridore        | Squadra       | Punti |
| ---- | ---------------- | ------------- | ----- |
| 1    | Vladimir Gusev   | Discovery Ch. | 45    |
| 2    | Daniel Navarro   | Astana Team   | 36    |
| 3    | Marzio Bruseghin | Lampre        | 34    |
| 4    | Matteo Carrara   | Unibet.com    | 25    |
| 5    | Laurens ten Dam  | Rabobank      | 24    |

### Classifica a punti
| Pos. | Corridore         | Squadra     | Punti |
| ---- | ----------------- | ----------- | ----- |
| 1    | Daniele Bennati   | Lampre      | 60    |
| 2    | Fabian Cancellara | Team CSC    | 57    |
| 3    | Andreas Klöden    | Astana Team | 50    |
| 4    | Erik Zabel        | Team Milram | 41    |
| 5    | Cristian Moreni   | Cofidis     | 40    |

### Classifica sprint
| Pos. | Corridore       | Squadra       | Punti |
| ---- | --------------- | ------------- | ----- |
| 1    | Florian Stalder | Vorarlberg    | 29    |
| 2    | Luis Pasamontes | Unibet.com    | 14    |
| 3    | René Weissinger | Vorarlberg    | 12    |
| 4    | Vladimir Gusev  | Discovery Ch. | 9     |
| 5    | Daniel Navarro  | Astana Team   | 9     |

### Classifica squadre
| Pos. | Squadra           | Tempo     |
| ---- | ----------------- | --------- |
| 1    | Caisse d'Epargne  | 90h27'56" |
| 2    | Unibet.com        | a 4'29"   |
| 3    | Discovery Channel | a 8'50"   |
| 4    | Astana Team       | a 11'36"  |
| 5    | Team CSC          | a 14'27"  |

## Punteggi UCI
| Pos. | Corridore            | Squadra       | Punti |
| ---- | -------------------- | ------------- | ----- |
| 1    | Vladimir Karpec      | C. d'Epargne  | 50    |
| 2    | Kim Kirchen          | T-Mobile      | 41    |
| 3    | Stijn Devolder       | Discovery Ch. | 35    |
| 4    | Matteo Carrara       | Unibet.com    | 30    |
| 5    | Damiano Cunego       | Lampre        | 25    |
| 6    | Vladimir Efimkin     | C. d'Epargne  | 22    |
| 7    | Fränk Schleck        | Team CSC      | 18    |
| 8    | Rigoberto Urán       | Unibet.com    | 8     |
| 9    | Fabian Cancellara    | Team CSC      | 7     |
| 10   | Daniele Bennati      | Lampre        | 6     |
| 10   | Andreas Klöden       | Astana Team   | 6     |
| 12   | Erik Zabel           | Team Milram   | 4     |
| 13   | Thomas Dekker        | Rabobank      | 3     |
| 13   | Vladimir Gusev       | Discovery Ch. | 3     |
| 13   | Robbie McEwen        | Predictor     | 3     |
| 13   | Alessandro Proni     | Quick Step    | 3     |
| 17   | Xavier Florencio     | Bouygues Tél. | 2     |
| 17   | Chris Horner         | Predictor     | 2     |
| 17   | Cristian Moreni      | Cofidis       | 2     |
| 20   | José Gómez Marchante | Saunier Duval | 1     |
| 20   | José Iván Gutiérrez  | C. d'Epargne  | 1     |
| 20   | Stefan Schumacher    | Gerolsteiner  | 1     |
| 20   | Gilberto Simoni      | Saunier Duval | 1     |

| Pos. | Squadra               | Punti |
| ---- | --------------------- | ----- |
| 1    | Caisse d'Epargne      | 73    |
| 2    | T-Mobile              | 41    |
| 3    | Discovery Channel     | 38    |
| 3    | Unibet.com            | 38    |
| 5    | Lampre-Fondital       | 31    |
| 6    | Team CSC              | 25    |
| 7    | Astana Team           | 6     |
| 8    | Predictor-Lotto       | 5     |
| 9    | Team Milram           | 4     |
| 10   | Quick Step-Innergetic | 3     |
| 11   | Bouygues Télécom      | 2     |
| 11   | Cofidis               | 2     |
| 11   | Saunier Duval-Prodir  | 2     |
| 14   | Team Gerolsteiner     | 1     |

| Pos. | Nazione     | Punti |
| ---- | ----------- | ----- |
| 1    | Russia      | 75    |
| 2    | Italia      | 66    |
| 3    | Lussemburgo | 59    |
| 4    | Belgio      | 35    |
| 5    | Germania    | 11    |
| 6    | Colombia    | 8     |
| 7    | Svizzera    | 7     |
| 8    | Spagna      | 4     |
| 9    | Australia   | 3     |
| 9    | Paesi Bassi | 3     |
| 11   | Stati Uniti | 2     |